# Герасимчук Іван Васильович
Іва́н Васи́льович Герасимчу́к (1980—2023) — український військовослужбовець, старший сержант, командир відділення 68 ОЄБр Збройних сил України, учасник російсько-української війни. Кавалер ордена «За мужність» III ступеня (2023, посмертно).

## Життєпис
Народився в селі Тріскині Рівненської області. У 1995 році закінчив місцеву загальноосвітню школу. У 1998-му проходив строкову військову службу на Харківщині. В цивільному життя був сезонним працівником на будівництві. Любив грати у футбол та проводити час із близькими.
Долучився до лав Збройних Сил України 11 листопада 2022 року. Став військовослужбовцем 68-ої окремої єгерської бригади імені Олекси Довбуша. Був командиром відділення. Вже за тиждень опинився разом із побратимами на передовій.

## Загибель
Загинув 10 червня 2023 при штурмі села Благодатне Бахмутського району Донеччини. Вивів групу без втрат, а сам помер від внутрішнього крововиливу внаслідок мінно-вибухової травми, яку отримав у бою
Посмертно захисника нагородили орденом «За мужність» ІІІ ступеня. Похований у рідному селі..